# Hank Duncan
Henry James „Hank“ Duncan (* 26. Oktober 1894 in Bowling Green (Kentucky); † 7. Juni 1968 in Long Island, New York) war ein amerikanischer Stride-Pianist und Bandleader des Dixieland Jazz.
Hank Duncan besuchte zunächst die Highschool in Louisville (Kentucky) und studierte anschließend an der Fisk University in Nashville, Tennessee. Er hatte bereits in Louisville seine eigene Jazzband, in der der Posaunist Jimmy Harrison spielte, und ging Mitte der 1920er Jahre nach New York, wo er zunächst fünf Jahre bei dem Bandleader Fess Williams arbeitete, mit dem er 1928 im Savoy Ballroom gastierte. Danach arbeitete er bei King Oliver 1931, Sidney Bechets New Orleans Footwarmers, Tommy Ladnier, Charles „Fat Man“ Turner und anderen. Mit Fats Waller ging er als zweiter Pianist auf Tourneen, auf denen er – als regelmäßigem Bestandteil der Bühnenshow – cutting contests mit Waller durchführte. 1939 spielte er im Trio von Zutty Singleton. 1945 nahm er in Triobesetzung für Black & White Records auf („I Gave You My Word“). In späteren Jahren spielte er in New Yorkers Clubs wie dem Nick’s (1947–55 und erneut 1956 bis 1963) und im Metropole Cafe im Trio mit Zutty Singleton und Louis Metcalf, bis eine Krankheit seine Karriere beendete.